# Estany Negre
L'Estany Negre est un lac d'Andorre situé dans la paroisse de La Massana à une altitude de 2 627 m.

## Toponymie
Estany est un terme omniprésent dans la toponymie andorrane, désignant en catalan un « étang », et issu du latin stagnum (« étendue d'eau »). Negre (issu du latin niger) signifie « noir » en catalan. L'estany Negre est donc l' « étang noir ».

## Géographie

### Topographie et géologie
Situé à une altitude de 2 627 m,, l'estany Negre est l'un des plus hauts lacs de la principauté d'Andorre. Il se trouve au pied du point culminant du pays : le pic de Coma Pedrosa (2 942 m). Il est également en contrebas de la frontière espagnole délimitée par le Pic de Sanfonts (2 889 m) et le pic de Baiau (2 885 m). L'estany Negre appartient au parc naturel des vallées du Coma Pedrosa.
L'estany Negre appartient à la chaîne axiale primaire des Pyrénées formée de roches du Paléozoïque. Comme dans l'ensemble du nord-ouest de l'Andorre, la plupart des roches sont datées du Cambrien et de l'Ordovicien. Elles sont essentiellement de nature métamorphique avec le schiste au premier plan,.
| \| Estany Negre \|                                              |                                            |
| Position de l'estany Negre sur la carte géologique de l'Andorre | Estany Negre depuis le pic de Coma Pedrosa |
| Estany Negre                                                    |                                            |

### Hydrographie
D'une superficie de 1,5 ha,, le lac se déverse en aval dans deux autres petits lacs (Basses de l'Estany Negre). Ses eaux cheminent ensuite par le riu de Coma Pedrosa et appartiennent de ce fait au bassin de la Valira del Nord. La profondeur maximale du lac est de 16 m.
| \| Estany Negre \|                                                   |                     |
| L'Estany Negre sur la carte des bassins hydrographiques de l'Andorre | Riu de Coma Pedrosa |
| Estany Negre                                                         |                     |

## Randonnée
L'estany Negre est accessible par le GR 11 espagnol depuis Arinsal en passant par le refuge de Coma Pedrosa puis les Basses de l'Estany Negre,.

## Faune et flore
- Lagopède alpin[11]
- Lézard des Pyrénées[11]

## Galerie

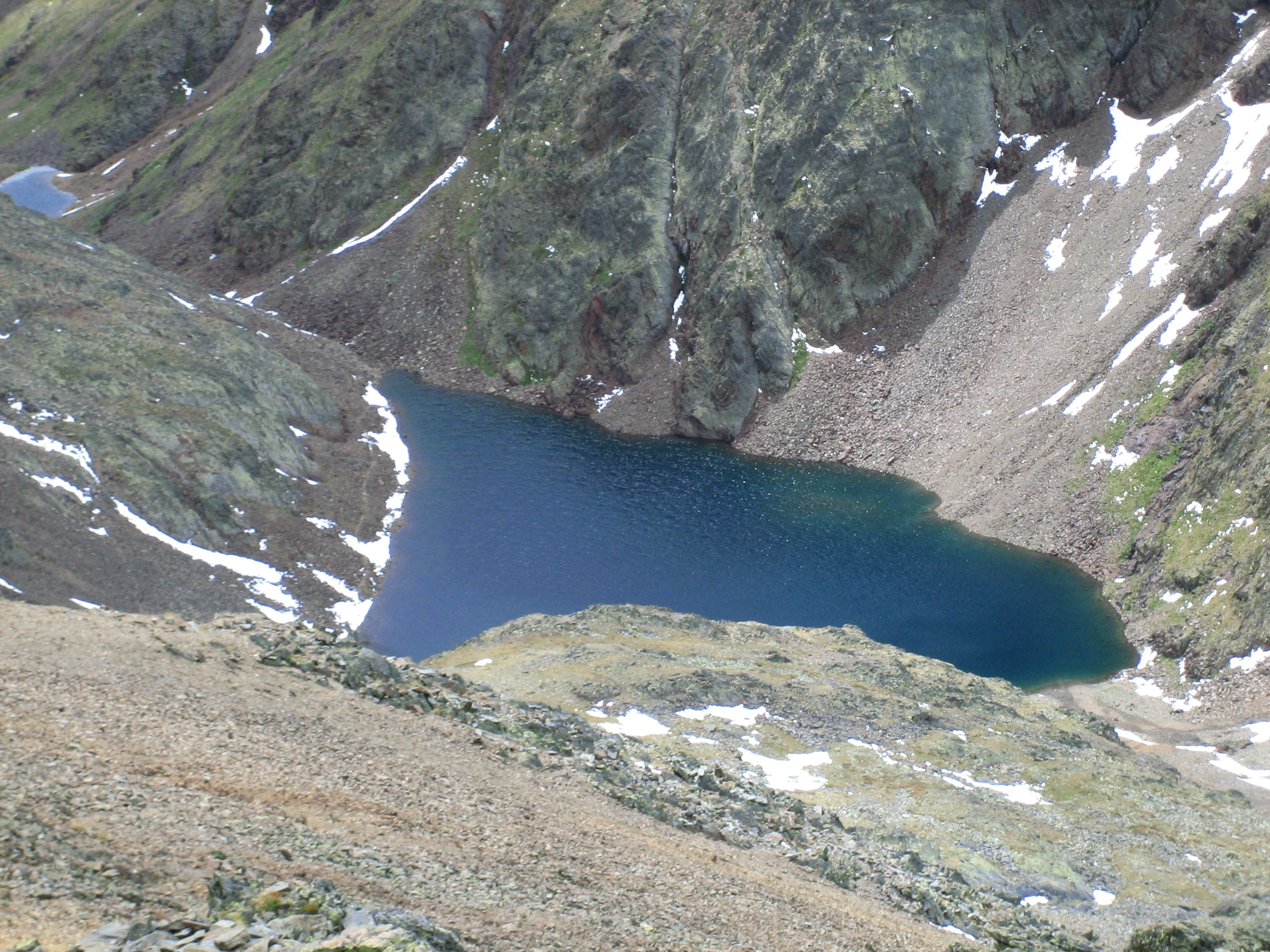
Vue de l'Estany Negre.
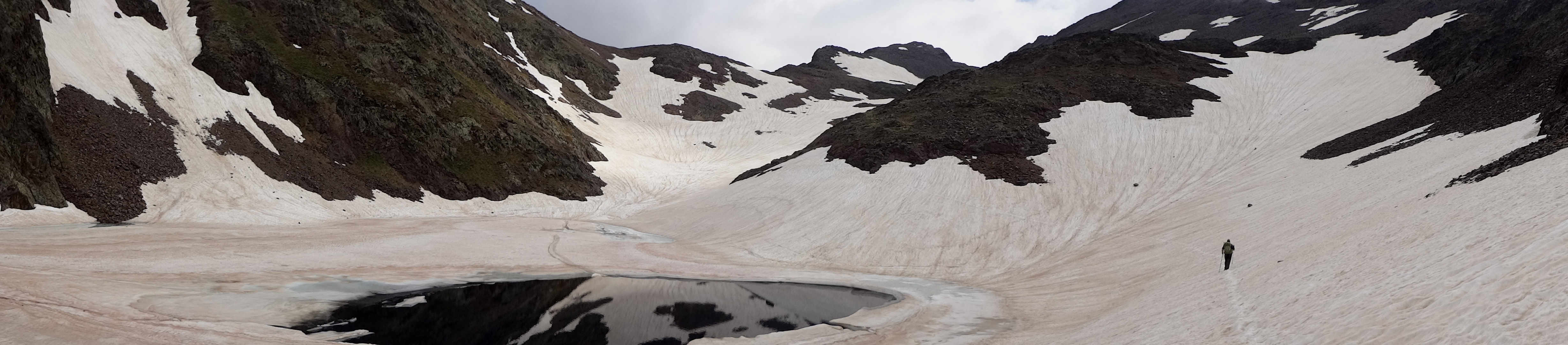
Estany Negre sur le sentier du pic de Coma Pedrosa.